# Alexander Fransson
Alexander Martin Fransson, abrégé Alexander Fransson, né le 2 avril 1994 à Norrköping en Suède, est un footballeur international suédois. Il évolue au poste de milieu de terrain à l'Omónia Nicosie.

## Carrière

### En club
Né à Norrköping en Suède, Alexander Fransson est formé par le club local de l'IFK Norrköping, avec lequel il commence sa carrière professionnelle.
Alexander Fransson remporte deux titres coup sur coup avec le IFK Norrköping en 2015 : d'abord le championnat de Suède, puis la supercoupe de Suède.
Il inscrit cinq buts au sein du championnat suédois lors de cette même saison.
Il s'engage ensuite avec le FC Bâle en janvier 2016.
En décembre 2017, le FC Bâle annonce le prêt de Fransson au FC Lausanne-Sport pour une durée de six mois. Le club est relégué à la fin d'une deuxième partie de saison lors de laquelle Fransson n'a pas su apporter les performances escomptées.
Le 4 juillet 2018, il s'engage avec l'IFK Norrköping, son club formateur, contre 1 million d'euros.
Le 2 février 2022, Alexander Fransson rejoint la Grèce, en faveur de l'AEK Athènes pour un contrat courant jusqu'en juin 2023.

### En sélection
Il honore sa première sélection lors d'un match amical contre l'Estonie le 6 janvier 2016.
Il participe ensuite aux Jeux olympiques d'été de 2016 organisés au Brésil. Lors du tournoi olympique, il joue trois matchs : contre la Colombie, le Nigeria, et le Japon.

## Statistiques
| Saison                | Club                  | Championnat           | Championnat | Championnat | Coupe(s) nationale(s) | Coupe(s) nationale(s) | Supercoupe | Supercoupe | Compétition(s) continentale(s) | Compétition(s) continentale(s) | Compétition(s) continentale(s) | Suède | Suède | Total | Total |
| Saison                | Club                  | Division              | M.          | B.          | M.                    | B.                    | M.         | B.         | Comp.                          | M.                             | B.                             | M.    | B.    | M.    | B.    |
| 2013                  | IFK Norrköping        | Allsvenskan           | 18          | 0           | 1                     | 0                     | -          | -          | -                              | -                              | -                              | -     | -     | 19    | 0     |
| 2014                  | IFK Norrköping        | Allsvenskan           | 26          | 2           | 4                     | 1                     | -          | -          | -                              | -                              | -                              | -     | -     | 30    | 3     |
| 2015                  | IFK Norrköping        | Allsvenskan           | 29          | 5           | 6                     | 0                     | 1          | 1          | -                              | -                              | -                              | -     | -     | 36    | 6     |
| Sous-total            | Sous-total            | Sous-total            | 73          | 7           | 11                    | 1                     | 1          | 1          | -                              | -                              | -                              | -     | -     | 85    | 9     |
| 2015-2016             | FC Bâle               | Super League          | 16          | 1           | -                     | -                     | -          | -          | C3                             | 3                              | 0                              | 2     | 0     | 21    | 1     |
| 2016-2017             | FC Bâle               | Super League          | 5           | 1           | 1                     | 0                     | -          | -          | C1                             | 2                              | 0                              | 1     | 0     | 9     | 1     |
| Sous-total            | Sous-total            | Sous-total            | 21          | 1           | 1                     | 0                     | -          | -          | -                              | 5                              | 0                              | 3     | 0     | 30    | 1     |
| Total sur la carrière | Total sur la carrière | Total sur la carrière | 94          | 8           | 12                    | 1                     | 1          | 1          | -                              | 5                              | 0                              | 3     | 0     | 115   | 10    |

## Palmarès
Il remporte le championnat de Suède en 2015 et la supercoupe de Suède la même année avec le IFK Norrköping. Avec le FC Bâle, il remporte le championnat de Suisse en 2016 et  2017 et la Coupe de Suisse en 2017.